# Objekt 268
Das Objekt 268 (russisch Объект 268) ist ein Prototyp eines sowjetischen Sturmgeschützes, der Mitte der 1950er Jahre entwickelt wurde und auf dem Fahrgestell des schweren Panzers T-10 basiert.

## Geschichte
Anfang Juli 1952 äußerte der Ministerrat der UdSSR die Notwendigkeit, eine Sturmkanone zu entwickeln, die auf dem Fahrgestell des damals in der Entwicklung befindlichen zukünftigen sowjetischen schweren Panzers T-10 basieren sollte. Die Einsatzdoktrin dieses künftigen Sturmgeschützes sollte mit der seines Vorgängers, des ISU-152, identisch sein.
Die Pläne für den Panzer wurden im Juni 1953 vorgestellt und am 25. August desselben Jahres von General Alexei Radsijewski genehmigt. Der Bau des Prototyps Objekt 268 begann erst im März 1955 und wurde im März 1956 fertiggestellt, da es aufgrund der Entwicklungszeit der M-64-Kanone zu einer Verzögerung kam. Das Fahrzeug wurde von Herbst 1956 bis Sommer 1957 auf dem NIIBT-Schießplatz in Kubinka getestet.
Die Änderung der Einsatzdoktrin der sowjetischen Armee in den späten 1950er Jahren, der enge Zeitplan des Leningrader Kirowwerkes und des Tscheljabinsker Traktorenwerkes aufgrund großer Panzeraufträge und die Entscheidung, den ISU-152-Bestand zu modernisieren, besiegelten die Zukunft des Objekts 268. Der Bau des zweiten und dritten Prototyps wurde abgebrochen und der Prototyp auf unbestimmte Zeit in Kubinka eingelagert.

## Bewaffnung
Das Objekt 268 ist mit einer M-64-Kanone mit einem Kaliber von 152 mm bewaffnet. Es handelt sich dabei um eine verkürzte Version der M-53-Kanone desselben Kalibers, die auf dem Objekt 116 (SU-152P) montiert ist. Das Rohr der M-64 ist mit einer Rauchgasabsaugvorrichtung ausgestattet und an ihrem Ende ist eine Mündungsbremse mit Schieber angebracht.
Die Kanone ist auf einem an der Kasematte befestigten Zapfen montiert, was eine horizontale Ausrichtung von 12° ermöglicht. Die vertikale Auslenkung beträgt +15° bis −5° bei einer maximalen Reichweite von 13.000 m. Die 152-mm-Munition wird in zwei getrennten Ladungen transportiert, und um das Laden der Munition zu erleichtern, ist am hinteren Ende des Verschlusses ein Stopper angebracht.

### Optiken
Der Richtschütze verfügt über ein Teleskopvisier TSch-2A „Scharik“, das links neben der Kanone montiert ist. Dieses Visier wird durch ein Periskopvisier ZIS-3 ergänzt.
Der Panzerkommandant besitzt einen optischen Entfernungsmesser TKD-09.

## Mobilität
Das Objekt 268 wird von einem Dieselmotor des Typs W-12-5 aus der Produktion des Tscheljabinsker Traktorenwerks angetrieben. Er hat eine maximale Leistung von 700 PS bei 2100/min und sein maximales Drehmoment beträgt 2842 Nm bei 1400/min. Der Hubraum beträgt 38,88 Liter. Aufgeladen wird der Motor durch einen Axialkompressor AM42-K2, der von der Kurbelwelle angetrieben wird.
Drei Kraftstofftanks befanden sich im Inneren der Wanne; ein 90-Liter-Tank war vorne montiert und zwei 185-Liter-Tanks befanden sich jeweils im Motorraum und waren auf beiden Seiten des Motors angebracht. Zwei zusätzliche abwerfbare Kanister von je 150 Litern konnten außen am Panzer angebracht werden.